# Karyme Lozano
Karyme Lucía Virginia Lozano Carreno  (3. travnja, 1978. – Mexico City, Meksiko) meksička je glumica, pjevačica i producentica. Odmalena je voljela pjevati, plesati i glumiti. Prvi put se na malim ekranima pojavila u telenoveli Volver a empezar. Hrvatskim je gledateljma najpoznatija po ulozi Isabele Soriano u meksičkoj telenoveli Moja voljena.

## Filmografija
- Cristiada kao Doña María del Río de Sánchez (2011.)
- Tiempo final (2009.)
- Pepe & Santo vs. America  kao Isabel (2009.)
- Mujeres asesinas kao Ana Beltrán (2009.)
- Amar sin límites kao Azucena / Azul Toscano (2006.)
- Soñar no cuesta nada kao Emilia Olivares (2005.)
- Bandido kao Rosalia (2004.)
- Desnudos kao Diana (2004.)
- Ladies' Night  kao Policajka (2003.)
- El hecho imposible (2003.)
- Moja voljena kao Isabela Soriano (2003.)
- El manantial kao Bárbara Luna (2001.)
- Tres mujeres kao Fátima Uriarte (1999.)
- Pueblo chico, infierno grande kao Braulia (1997.)
- Mujer, casos de la vida real (1997.)
- El secreto de Alejandra  (1997.)
- Confidente de secundaria  kao Marilu (1996.)
- Si Dios me quita la vida kao Esther 'Teté' Román Sánchez (1995.)
- Volver a empezar kao Liliana (1994.)

## Nagrade

### Premios TV y Novelas
| Godina | Kategorija                           | Telenovela       | Rezultat   |
| ------ | ------------------------------------ | ---------------- | ---------- |
| 2007.  | najbolja glavna uloga protagonistice | Amar sin límites | nominirana |
| 2003.  | najbolja glavna uloga protagonistice | Moja voljena     | nominirana |
| 2002.  | najbolja glavna uloga antagonistice  | El manantial     | nominirana |
| 2000.  | najbolja mlada glumica               | Tres mujeres     | pobjednica |

## Albumi i pjesme

### Prohibido
- 1. No Seas Asi
- 2. Ay, Ay, Ay
- 3. Eres Prohibido
- 4.	Rico Meneito
- 5.	Que Sera de Mi?
- 6.	Danzare
- 7.	Se Escaparon
- 8.	Ya lo Ves
- 9.	Perreame
- 10. Mira
- 11. Nuevo Dia, Un
- 12. Amar Sin Limite
- 13. Sonar No Cuesta Nada